# فوذنج كاذب
الفُوذَنْج الكَاذِب أو الفُوذَنْج الزُّورِيّ أو فراسيون أبيض (باللاتينية: Ballota pseudodictamnus) نوع نباتي يتبع جنس الدانة من الفصيلة الشفوية.